# Säg det med ukulele
Säg det med ukulele (engelska: Hawaiian Holiday) är en tecknad kortfilm från 1937 med Musse Pigg, Mimmi Pigg, Pluto, Kalle Anka och Långben i rollerna. Filmen är den första Disney-kortfilm som distribuerades av RKO Pictures.

## Handling
Musse och hans vänner är på semester i Hawaii. Musse spelar gitarr och Kalle spelar ukulele medan Mimmi dansar, Långben försöker surfa på vågorna och Pluto blir störd av en sjöstjärna och senare en krabba.

## Om filmen
Filmen är den 96:e Musse Pigg-kortfilmen som producerades och den sjunde som lanserades år 1937.

### Svenska utgivningar
Filmen har visats flera gånger i Sverige, både som separat kortfilm och som innehåll i kortfilmsprogram. Den visades första gången den 13 december 1937 på biografen Sture-Teatern i Stockholm, som innehåll i kortfilmsprogrammet Walt Disney ritar och berättar, tillsammans med Klockan klickar, En pratstund med femlingarna Dionne (ej Disney), Den gamla kvarnen och Plutos femlingar. Året därpå den 16 februari visades filmen som separat kortfilm på biografen Spegeln som också ligger i Stockholm.
Filmen hade svensk nypremiär den 30 juni 1948, denna gång med titeln Jan Långben med Hawaii.
Filmen visades från 1970 till 1981 flera gånger på Sjöhistoriska museet under två titlar; Kalle Anka & Co. på Hawaii och Kalle Anka på Hawaii
Filmen har givits ut på VHS och DVD med titeln Semester på Hawaii och finns dubbad till svenska.

## Rollista
- Walt Disney – Musse Pigg
- Marcellite Garner – Mimmi Pigg
- Clarence Nash – Kalle Anka
- Pinto Colvig – Långben, Pluto[16]